# قطور (إيران)
قطور (بالفارسية: قطور‏) هي مدينة في قسم قطور الريفي، ناحية قطور، مقاطعة خوي، محافظة أذربيجان الغربية، إيران. في تعداد عام 2006، بلغ عدد سكانها 3,962، في 652 أسرة. منحت قطور وضع مدينة في عام 2007.